# Sheldon (Texas)
Sheldon es un lugar designado por el censo ubicado en el condado de Harris en el estado estadounidense de Texas. En el Censo de 2010 tenía una población de 1990 habitantes y una densidad poblacional de 306,6 personas por km².

## Geografía
Sheldon se encuentra ubicado en las coordenadas 29°51′35″N 95°7′59″O / 29.85972, -95.13306. Según la Oficina del Censo de los Estados Unidos, Sheldon tiene una superficie total de 6.49 km², de la cual 6.46 km² corresponden a tierra firme y (0.52%) 0.03 km² es agua.

## Demografía
Según el censo de 2010, había 1990 personas residiendo en Sheldon. La densidad de población era de 306,6 hab./km². De los 1990 habitantes, Sheldon estaba compuesto por el 68.39% blancos, el 3.02% eran afroamericanos, el 2.31% eran amerindios, el 1.11% eran asiáticos, el 0.05% eran isleños del Pacífico, el 22.06% eran de otras razas y el 3.07% pertenecían a dos o más razas. Del total de la población el 66.58% eran hispanos o latinos de cualquier raza.

## Educación
El Distrito Escolar Independiente Sheldon gestiona escuelas públicas.
La Sheldon Early Childhood Academy, la Escuela Elemental Sheldon, la Escuela Intermedia Michael R. Null, y la Escuela Preparatoria Cyril E. King sirven Sheldon.